# SN 2006kz
SN 2006kz – supernowa typu Ia odkryta 17 października 2006 roku w galaktyce A214723-0020. W momencie odkrycia miała maksymalną jasność 21,40m.